# Kathleen Kinmont
Kathleen Kinmont (* 3. února 1965, Los Angeles, Kalifornie) je americká herečka, známá především svým účinkováním ve filmech s hororovou tematikou a dále také z televizního seriálu Odpadlík. Poprvé se ve filmu objevila v roce 1984, a to v komedii Hardbodies. V roce 1988 účinkovala v hororu Halloween 4: Návrat Michaela Myerse (anglicky: Halloween 4: The Return of Michael Myers), ve kterém ztvárnila Kelly Meekerovou, jednu z ústředních postav filmu. Roku 1991 pak v hlavní roli účinkovala v hororovém filmu Bride of Re-Animator. Známá je také z amerických televizních seriálů, mezi něž patří například „nekonečný seriál“ Santa Barbara, který byl vysílán mezi lety 1983 a 1993 na televizní stanici NBC.
Dále se objevila jako hostující herečka v seriálech známých i českému divákovi, např. Dallas, Pobřežní hlídka, V.I.P. nebo Tak jde čas.